# Vanessa Djiepmou
Vanessa Albane Djiepmou Medibe, née le 18 juin 1990, est une handballeuse camerounaise. Elle mesure 1,68 m.
Elle évolue au poste d'arrière avec le club du FAP Yaoundé. Elle fait également partie de l'équipe du Cameroun, avec laquelle elle participe au championnat du monde 2017 en Allemagne,,.

## Palmarès
- Médaille d'argent aux Jeux africains de 2019.
- Médaille d'argent au championnat d'Afrique 2021.